# Raïon de Théodosie
Le raïon de Théodosie (en ukrainien : Феодосійський район et en russe : Феодосийский район) est un ancien raïon (district) de la RSS autonome de Crimée. Son centre administratif est la ville de Théodosie.